# Казимирівка
Казимирівка (пол. Kazimirówka) — німецька колонія у Галичині. Поблизу знаходилася інша німецька колонія — Броніславівка.
Колонію було засновано 1838 року в Золочівській окрузі Королівства Галичини і Володимирії. Сюди (як і в сусідню колонію Броніславівка) заселилися німці-євангелісти з Пфальцу.
У 1880 році в Казимирівці налічувалось 30 домів і 202 жителі. У німців-євангелістів був парафіяльний храм у Львові. 1872 року в Броніславівці було закладено школу для євангелістів із німецькою мовою навчання, яку відвідували і жителі Казимирівки. Свій храм було згодом зведено при дорозі з Золочева на Тернопіль.
Після радянської окупації Західної України жителів колонії було репатрійовано до Німеччини.
Зараз село Кам'янисте, Золочівського району Львівщини.